# Aktedrilus svetlovi
Aktedrilus svetlovi är en ringmaskart som beskrevs av Finogenova 1976. Aktedrilus svetlovi ingår i släktet Aktedrilus och familjen glattmaskar. Inga underarter finns listade i Catalogue of Life.